# Explosiones en la fábrica petroquímica de Jilin de 2005

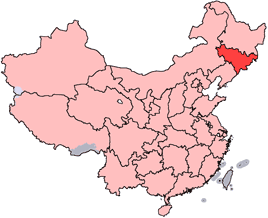
Localización de la provincia de Jilin

Las explosiones en la fábrica petroquímica de Jilin son una serie de explosiones que se han producido en una fábrica petroquímica de la Ciudad Jilin, en la provincia del mismo nombre, en China, el 13 de noviembre de 2005 y que han tenido como consecuencia una importante fuga de benceno y de nitrobenceno al río Songhua, un importante afluente del río Amur.
El día 24 de noviembre de 2005, una mancha de benceno, un producto cancerígeno, de 80 km de longitud, atravesaba la ciudad de Harbin, la capital del Heilongjiang y una de las ciudades más pobladas del país con más de nueve millones de habitantes. Harbin ha suspendido temporalmente su abastecimiento de agua.

## Explosiones

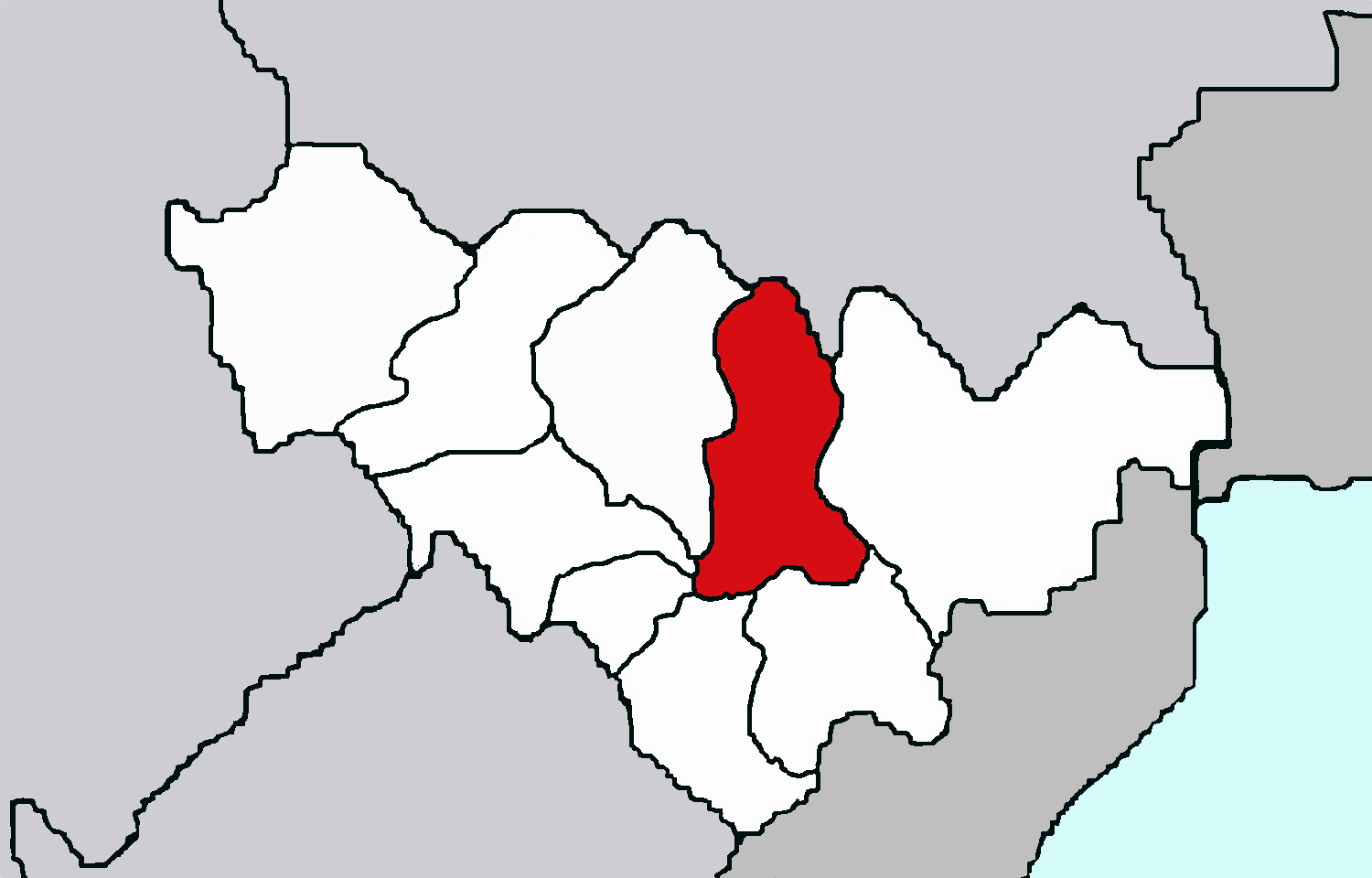
Mapa resaltando la ciudad de Jilin (en rojo) dentro de la provincia de Jilin (en blanco).

Las explosiones se han producido en una fábrica petroquímica de la Jilin Petrochemical Corporation (administrada por la China National Petroleum Corporation), en Jilin, y habrían causado al menos cinco muertos o desaparecidos, así como setenta heridos. La agencia china del medio ambiente (SEPA, State Environmental Protection Administration of China) ha confirmado oficialmente el accidente el 23 de noviembre de 2005, o sea diez días después de la catástrofe.
Las causas de las explosiones no se saben aún pero se han evacuado a más de 10 000 personas, incluyendo a los habitantes y los estudiantes de una universidad, por miedo a otras explosiones y a una contaminación del lugar. La compañía ha admitido en una rueda de prensa que la causa residió en un atasco de productos químicos en una tubería que no se han tratado correctamente.

## Contaminación del agua

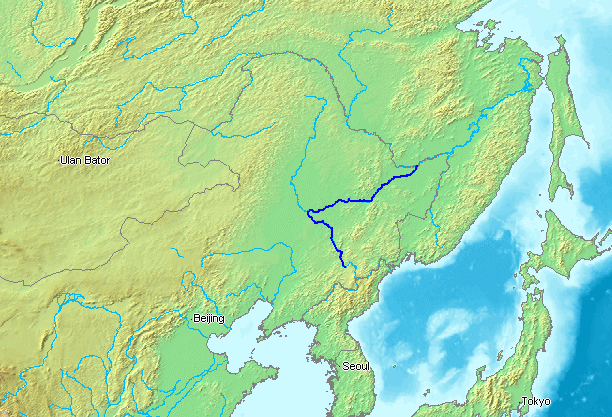
Río Songhua.

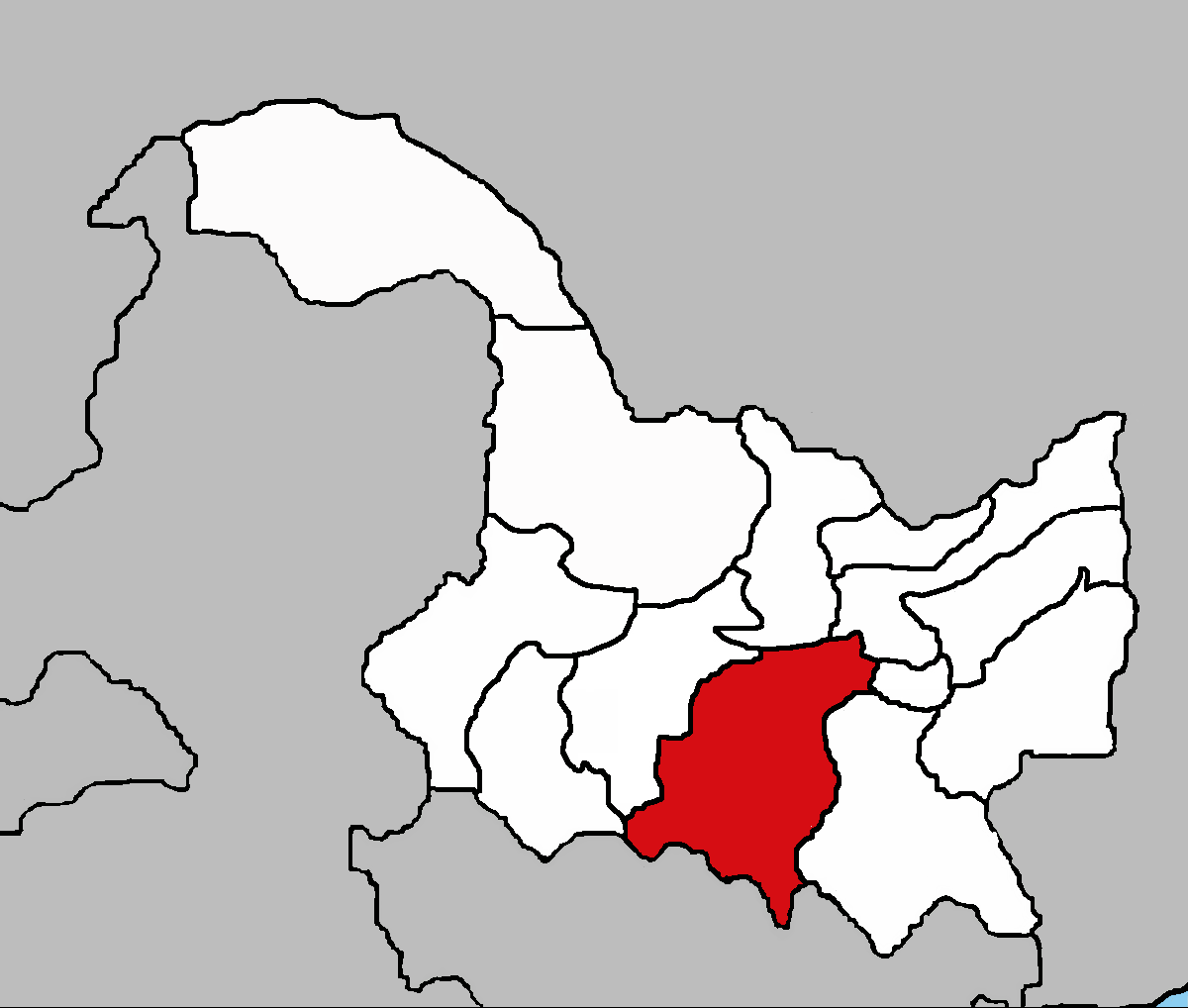
Situación de la ciudad de Harbin (en rojo) dentro de la provincia de Heilongjiang (en blanco).

La explosión ha contaminado gravemente el río Songhua de benceno. La proporción de benceno en el agua superaba cien veces el nivel máximo tolerado el día de la explosión, pero ahora sería veintinueve veces más alta de lo normal. A 380 km (río abajo) de Jilin se encuentra la metrópolis de Harbin, una de las mayores ciudades chinas, que depende del río Songhua para su abastecimiento de agua.
El 21 de noviembre, las autoridades de Harbin han anunciado la suspensión de la distribución del agua por la red pública a partir del martes 22 de noviembre, decisión que se tomó antes del anuncio oficial de la catástrofe y que no la mencionaba.
El 22 de noviembre, las autoridades hicieron un nuevo anuncio y mencionaron explícitamente esta vez las explosiones de Jilin. El cierre de la red se desplazó al 23 de noviembre a medianoche, por una duración de cuatro días. El abastecimiento de agua se restableció ese día entre las 9 h y las 20 h con el fin de permitir a los habitantes hacer acopio de agua, no habiendo llegado todavía la mancha a la ciudad. La mancha de benceno ha llegado a la ciudad el día 24, por la mañana.
Después de Harbin, la mancha debería llegar a la ciudad de Jiamusi hacia el 26 de noviembre, y a medio plazo, al río Amur y a la ciudad rusa de Jabárovsk (600.000 habitantes) hacia principios de diciembre.

## Cronología

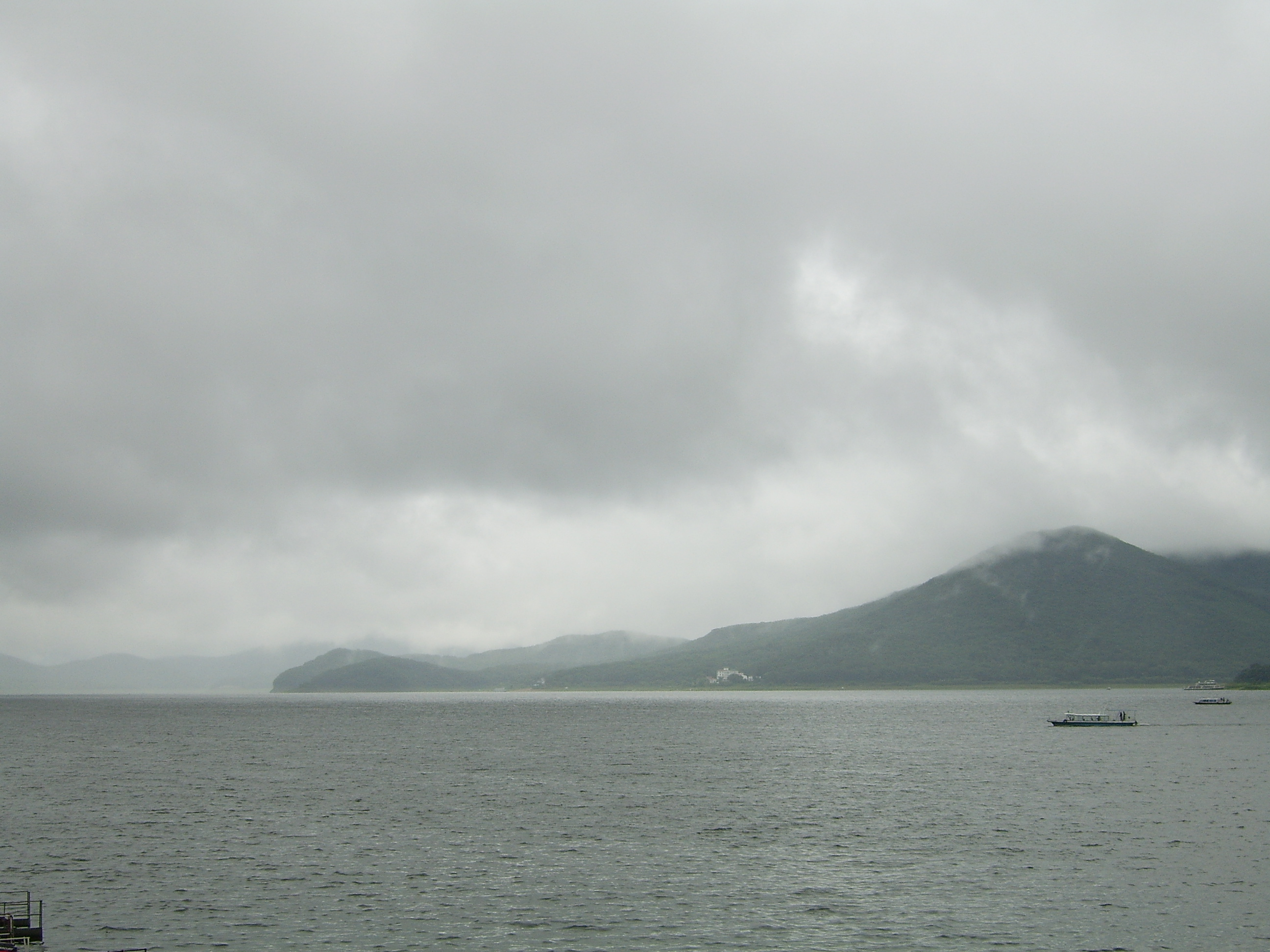
Lago Songhuahu, en las proximidades de Jilin.

- 13 de noviembre de 2005: varias explosiones en una fábrica petroquímica de Jilin, a 380 km río arriba de Harbin, provocan la muerte de por lo menos 5 personas y la contaminación del río Songhua por una mancha de benceno de 80 km de longitud.
- 21 de noviembre de 2005: el ayuntamiento del término municipal de Harbin, capital del Heilongjiang, anuncia que el agua potable se cortará a partir del 22 de noviembre por una duración de 4 días por causas de mantenimiento.
- 22 de noviembre de 2005: los medios de comunicación oficiales confirman que la contaminación del agua por las explosiones es la causa de la suspensión del abastecimiento de agua potable.
- 24 de noviembre de 2005: la mancha de benceno llega a la ciudad de Harbin.
- 24 de noviembre de 2005: una explosión en una fábrica petroquímica cerca de la ciudad de Chongqing, en el centro de China, causa una muerte y tres heridos. Se evacua a más de 6000 personas por temor a una contaminación por benceno.

- Datos: Q904738